# Établissement rural de Lovozero
L'établissement rural de Lovozero (en russe : Сельское поселение Ловозеро) est une entité municipale de Russie formée en 2005, du raïon de Lovozero dans l'oblast de Mourmansk. Son siège administratif est la localité de Lovozero.

## Géographie
L'établissement rural se situe dans le raïon de Lovozero, un des raïons de l'oblast de Mourmansk. Le raïon et l'oblast se trouvent dans le nord européen de la Russie.

## Politique administration
La municipalité est un établissement rural, qui a été créé en 2005. Elle possède sa propre douma et un chef de l'administration.

## Population
Recensements (*) et estimations de la population,:
| 2010* | 2021* | 2023  | - |
| ----- | ----- | ----- | - |
| 3 406 | 2 458 | 2 374 | - |

## Localités
| Localité        | Statut  | Population 2010 | Population 2021 |
| --------------- | ------- | --------------- | --------------- |
| Lovozero        | village | 2871            | 2110            |
| Kanevka         | village | 67              |                 |
| Krasnochtchelié | village | 423             |                 |
| Sosnovka        | village | 45              |                 |